# Ferrera
Pour les articles homonymes, voir Ferrera (homonymie).
Ferrera est une commune suisse du canton des Grisons, située dans la région de Viamala.
La commune est née de la fusion des communes d'Innerferrera et d'Ausserferrera. La fusion est effective depuis le 1er janvier 2008.

## Géographie
Le barrage du Val di Lei se trouve sur le territoire de la commune. Il constitue une enclave.